# キールウミワタリ
キールウミワタリ（Cerberus rynchops）は、ミズヘビ科ウミワタリ属に分類されるヘビ。

## 分布
インド、インドネシア、タイ、パプアニューギニア、バングラデシュ、フィリピン、マレーシア

## 形態
全長50-100 cm。和名は本種の鱗に筋状の盛り上がり（キール）があることに由来する。

## 生態
主に汽水域に生息するが、サンゴ礁や淡水に進入することもある。夜行性で、魚類、甲殻類等を食べる。海を渡り生息域を広めたとされ、回遊を行うとされるがどのようなルートをたどるのか詳細は不明。
繁殖形態は卵胎生で、1回に4-26個の卵を産む。

## 人間との関係
ペットとして飼育されることもあり、日本にも輸入されている。主に野生個体が流通し、流通量は少ない。汽水域から海洋に生息するため、新しい汽水（塩分を加えた水）で飼育しないと皮膚病を起こすことが多い。